# Municipio de Scott (condado de Bourbon)
El municipio de Scott (en inglés: Scott Township) es un municipio ubicado en el condado de Bourbon en el estado estadounidense de Kansas. En el año 2010 tenía una población de 2327 habitantes y una densidad poblacional de 12,88 personas por km².

## Geografía
El municipio de Scott se encuentra ubicado en las coordenadas 37°49′52″N 94°40′40″O / 37.83111, -94.67778. Según la Oficina del Censo de los Estados Unidos, el municipio tiene una superficie total de 180.64 km², de la cual 178,15 km² corresponden a tierra firme y (1,38 %) 2,49 km² es agua.

## Demografía
Según el censo de 2010, había 2327 personas residiendo en el municipio de Scott. La densidad de población era de 12,88 hab./km². De los 2327 habitantes, el municipio de Scott estaba compuesto por el 95,83 % blancos, el 0,77 % eran afroamericanos, el 0,86 % eran amerindios, el 0,34 % eran asiáticos, el 0,43 % eran de otras razas y el 1,76 % eran de una mezcla de razas. Del total de la población el 1,46 % eran hispanos o latinos de cualquier raza.